# Campeonato Croata de Futebol de 2018–19
O Campeonato Croata de 2018-19 foi a vigésima oitava edição da primeira divisão do futebol na Croácia. O Dínamo Zagreb, da capital homônima, foi o campeão da temporada, chegando a seu 20º título do campeonato croata.

## História e sistema de disputa
Dez equipes participaram do Campeonato Croata em sua temporada 2018-19. O primeiro jogo se deu em 27 de julho de 2018 e a última rodada aconteceu em 26 de maio de 2019.
O campeonato foi disputado em uma única fase, na qual todos os times se enfrentaram entre si quatro vezes, duas vezes em casa, duas vezes fora, perfazendo assim 36 jogos para cada equipe.
O campeão se classificava para as fases preliminares da Liga dos Campeões da UEFA de 2019–20. O segundo, terceiro e o quarto colocados entravam nas fases preliminares da Liga Europa da UEFA de 2019–20. O último colocado (10º na tabela geral) era rebaixado para a 2.HNL (segunda divisão). O penúltimo colocado (9º na tabela geral) disputava uma repescagem contra o vice-campeão da segunda divisão para decidir quem ficaria com a última vaga na 1. HNL.

## Classificação final
| #   | Time           | Jogos | Vitórias | Empates | Derrotas | GP-GC | Pontos | Classificação ou rebaixamento      |
| 1.  | Dinamo Zagreb  | 36    | 29       | 5       | 2        | 74-20 | 92     | Campeão                            |
| 2.  | Rijeka         | 36    | 19       | 10      | 7        | 70-36 | 67     | Classificado à Liga Europa         |
| 3.  | Osijek         | 36    | 18       | 8       | 10       | 61-36 | 62     | Classificado à Liga Europa         |
| 4.  | Hajduk Split   | 36    | 17       | 11      | 8        | 59-39 | 62     | Classificado à Liga Europa         |
| 5.  | Gorica         | 36    | 17       | 8       | 11       | 57-46 | 59     |                                    |
| 6.  | Lokomotiva     | 36    | 13       | 10      | 13       | 51-43 | 49     |                                    |
| 7.  | Slaven Belupo  | 36    | 7        | 16      | 13       | 41-53 | 37     |                                    |
| 8.  | Inter Zaprešić | 36    | 9        | 4       | 23       | 40-84 | 31     |                                    |
| 9.  | Istra 1961     | 36    | 6        | 7       | 23       | 31-73 | 25     | Repescagem contra o vice da 2. HNL |
| 10. | Rudeš          | 36    | 3        | 5       | 28       | 26-80 | 14     | Rebaixado para a 2. HNL            |

## Desempenho
Clubes que lideraram o campeonato ao final de cada rodada:
| 1   | 2   | 3   | 4   | 5   | 6   | 7   | 8   | 9   | 10  | 11  | 12  | 13  | 14  | 15  | 16  | 17  | 18  | 19  | 20  | 21  | 22  | 23  | 24  | 25  | 26  | 27  | 28  | 29  | 30  | 31  | 32  | 33  | 34  | 35  | 36  |
| RIJ | HAJ | HAJ | HAJ | DIN | DIN | DIN | DIN | DIN | DIN | DIN | DIN | DIN | DIN | DIN | DIN | DIN | DIN | DIN | DIN | DIN | DIN | DIN | DIN | DIN | DIN | DIN | DIN | DIN | DIN | DIN | DIN | DIN | DIN | DIN | DIN |

Clubes que ficaram na última posição do campeonato ao final de cada rodada:
| 1   | 2   | 3   | 4   | 5   | 6   | 7   | 8   | 9   | 10  | 11  | 12  | 13  | 14  | 15  | 16  | 17  | 18  | 19  | 20  | 21  | 22  | 23  | 24  | 25  | 26  | 27  | 28  | 29  | 30  | 31  | 32  | 33  | 34  | 35  | 36  |
| IST | IST | IST | IST | LOK | LOK | LOK | INT | INT | INT | INT | INT | IST | IST | IST | RUD | RUD | RUD | RUD | RUD | RUD | RUD | RUD | RUD | RUD | RUD | RUD | RUD | RUD | RUD | RUD | RUD | RUD | RUD | RUD | RUD |